# Exotarium de Tula
El Exotarium de Tula (en ruso: Тульский экзотариум) es una organización estatal de la cultura del Óblast de Tula, el Laboratorio Básico del Instituto Zoológico de la Academia Rusa de Ciencias, que es un centro cultural, educativo, científico y de conservación.
La apertura del Exotarium se produjo el 27 de septiembre de 1987. En la actualidad cuenta con la mayor colección en el mundo de serpientes ya que contiene más de 524 especies y subespecies. Tomando en cuenta el número total de animales en el exotarium de Tula este ocupa el segundo lugar entre los zoológicos de Rusia.
Hasta 90 mil personas visitan cada año el parque.